# گریگوری چوخرای

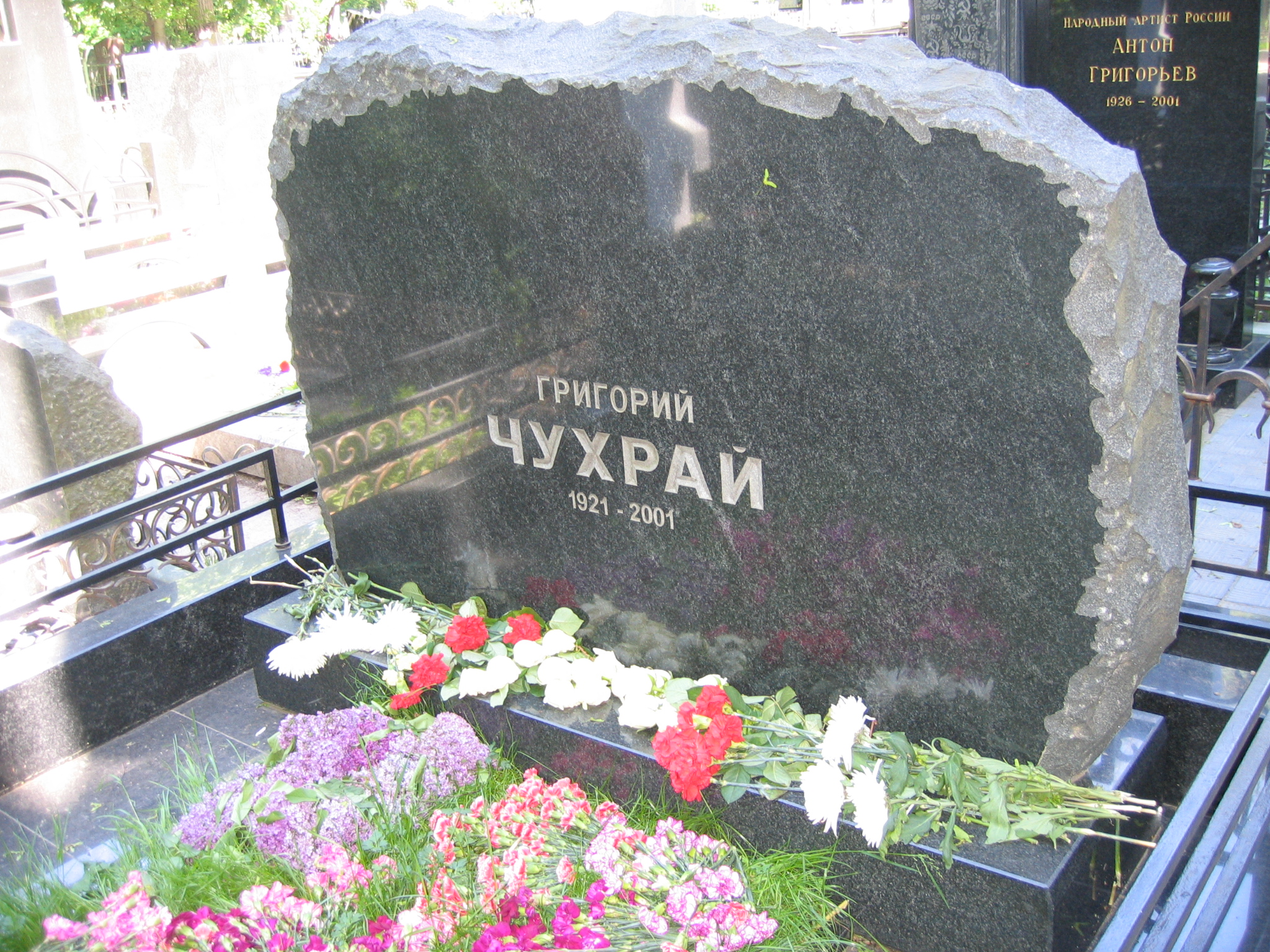

گریگوری نائومویچ چوخرای (روسی: Григо́рий Нау́мович Чухра́й؛ ۲۳ مهٔ ۱۹۲۱ – ۲۹ اکتبر ۲۰۰۱) یک کارگردان فیلم و فیلم‌نامه‌نویس اهل اتحاد جماهیر شوروی سوسیالیستی بود.

## جوایز و افتخارات
وی برنده جوایزی همچون جایزه هنرمند مردمی اتحاد جماهیر شوروی شده‌است.
- برنده جایزه بفتا برای نغمه یک سرباز
- نامزد جایزه اسکار بهترین فیلم‌نامه غیراقتباسی (۱۹۶۱) به خاطر فیلم نغمه یک سرباز